# Геймдизайнер
Геймдизайнер — специалист, отвечающий за разработку правил и содержания игрового процесса создаваемой игры. Роль геймдизайнера аналогична роли постановщика задачи в обычном программировании и режиссёра в кино.

## Работа геймдизайнера
Работа геймдизайнера — это процесс создания и разработки геймплея, механик, сюжета и визуального стиля видеоигр или других игровых проектов.
Геймдизайнер отвечает за создание игровых механик, балансировку сложности игры, разработку уровней и задач, а также проработку сценария и персонажей игры. Он должен быть творческим и иметь хорошее понимание игровой механики, чтобы создать интересный и захватывающий геймплей.
Работа геймдизайнера также включает тесное взаимодействие с другими членами команды разработки игр, такими как художники, программисты, звукорежиссеры и т. д.
На рынке труда предложение геймдизайнеров обычно превышает спрос, и не имеющий опыта работы геймдизайнер должен убедительно показать, что он способен выполнять эту работу. Для этого поначалу приходится работать на портфолио бесплатно — в любительских проектах, создании модов для популярных игр. Другие же входят в специальность на других должностях — например, тестировщиками.
Согласно исследованию издания Game Developer Research, проведённому в 2010 году среди 2623 геймдизайнеров, 86 % всех опрошенных сообщили, что в целом, удовлетворены своей работой, а 14 % призналось, что работа их не устраивает. При этом оказалось, что работники озабочены недостатком рабочих мест в индустрии.
На начальных стадиях развития проекта на основе дизайн-документа принимается решение о финансировании. Во время активной разработки все технические спецификации базируются на видении геймдизайнера. Дизайн-документ не статичен: он корректируется в зависимости от текущего состояния дел, требований продюсера и предложений остальных разработчиков. Сам геймдизайнер также принимает участие в тестировании.

## История
Изначально компьютерные игры писали один либо два человека; программист был одновременно разработчиком геймплея и, зачастую, главным художником. В частности к таким геймдизайнерам относятся Джордан Мехнер и Алексей Пажитнов. Разработка геймплея как отдельная профессия впервые появилась в Coleco в 1970-е годы. Но в те времена это было редким исключением.
Выделить геймдизайн в отдельную профессию потребовалось в конце 1980-х годов, когда один игровой проект стал не под силу малочисленной группе людей.
Геймдизайнер как профессия оформилась намного позже. Например, специальность «инженер-системный программист-геймдизайнер» была добавлена в Общегосударственный классификатор Республики Беларусь в апреле 2015 года.
Сейчас в небольших малобюджетных проектах геймдизайнер всё ещё, помимо разработки геймплея, выполняет обязанности программиста или художника. Однако большинство фирм имеют штатную должность геймдизайнера. В особо крупных проектах присутствует сложная иерархия геймдизайнеров: ведущий геймдизайнер, дизайнеры игровой механики, дизайнеры уровней (миссий, квестов), дизайнеры игрового контента, и т. д.